# Callicentrus brevicornis
Callicentrus brevicornis är en insektsart som beskrevs av Ramos 1989. Callicentrus brevicornis ingår i släktet Callicentrus och familjen hornstritar. Inga underarter finns listade i Catalogue of Life.